# El lugar más pequeño
El lugar más pequeño és una pel·lícula mexicana/salvadorenca exhibida per primer cop al Festival de Cinema de Los Angeles de 2011.
És la opera prima de la directora salvadorenca Tatiana Huezo Sánchez.

## Sinopsi
| «                               | Eren cinc famílies que van caminar durant dies per la selva. Quan van arribar al que va ser el seu poble, no havia quedat res dempeus. L'antiga plaça del poble estava plena d'ossos escampats. La gent es va organitzar i van començar a ajuntar les restes dels seus morts. Avui la vida s'obre pas de nou, entre els malsons i les ferides d'una guerra civil terrible. Els personatges, pagesos d'un poble majoritàriament guerriller, intenten continuar vivint amb la imatge sempre present dels seus morts, sembrant la terra i cuidant dels seus animals. Encara havent estat obligats a lliurar les armes, romanen organitzats per no oblidar | » |
| — ambulante.com.mx (26/04/2012) | |   |

Després de la Guerra civil d'El Salvador el país es va trobar abans una situació desoladora, amb milers de desaparegut i morts, molts pobles van desaparèixer. El film mostra els testimoniatges de les persones i les diferents maneres de viure després d'això, específicament es mostra el cas de cinc famílies que, catorze anys després de la guerra, tornen al poble de Cinquera per a retrobar-se amb els seus orígens.
La pel·lícula busca la reconstrucció del que va deixar la guerra del poble per mitjà dels testimoniatges dels habitants de la localitat. Aquesta pel·lícula fa èmfasi en la necessitat de la memòria. I de la capacitat humana de reconstruir-se i reinventar-se després de la guerra. Así como la capacidad de asumir el legado de la guerra para poder seguir creciendo.
Aquest documental ens permet introduir-nos en la vida dels pobladors que recorden les horribles situacions de tortura, violació i mutilació; un home parla sobre la bogeria que el va consumir; una dona vella parla sobre la mort de la seva filla.

## Crítica
L'experiència de la Guerra Civil d'El Salvador va ser traumàtica per als seus habitants, la qual cosa aquesta pel·lícula ens permet veure és la forma en què els habitants d'un poble delmat per la guerra reconstrueixen les seves vides.
El caràcter de documental permet una major aproximació als horrors de la guerra a través de les experiències pròpies de cada els supervivents.
Per mitjà d'anècdotes assenyala la importància de la memòria ja que es basa en els testimoniatges orals i físics de la població. És una pel·lícula que busca tenir una postura neutral enfront de la Guerra Civil d'El Salvador i dels pobladors.

## Comentaris
El projecte d'aquest documental sorgeix a partir d'un viatge realitzat per la directora al poblat de Quintena d'on la seva àvia és originària, en enfrontar-se a la realitat del lloc, i a la forma en què la guerra, encara que conclosa temps enrere, continuava formant part de la vida quotidiana del lloc, va tenir la necessitat de narrar aquesta història.
| «                 | És una pel·lícula que convida a la reflexió sobre el que significa l'empremta de la violència en qualsevol ésser humà | » |
| — Revista Proceso | |   |

## Premis
- Òpera Prima Documental (2009)
- Beca Gucci-Ambulant (2010)
- Millor Llargmetratge Documental en la LIV edició dels Premis Ariel de l'Acadèmia Mexicana d'Arts i Ciències Cinematogràfiques,  Mèxic (2011)
- Premi FIPRESCI Esment Especial al Festival Internacional de Cinema de Mar del Plata (2011)
- Millor documental del Festival Internacional de Cinema Independent de Cosquín,  Argentina (2012)
- Premi al Millor Llargmetratge del Festival Visions Du Réel a  Suïssa (2012)
- Esment especial del XXVII International Documentary Film Festival de Múnic (DOKFEST MUNIC),  Alemanya (2012)
- Primer premi del Festival de la Pau del XXVII Festival de Cinema Independent a Osnabrück,  Alemanya (2012)
- Premi Radio Exterior de España de la XVIII Mostra de Cinema Llatinoamericà de Catalunya, (2012)[6]
- Premi Cor per Millor documental a The 19th Annual Sant Diego Latino Film Festival,  Estats Units (2012)